# War of Kings
War of Kings ist der Titel des 2015 veröffentlichten zehnten Studioalbums der schwedischen Hard-Rock-Band Europe. Es wurde von Dave Cobb (u. a. Rival Sons) produziert.

## Hintergrund
Mit dem Album Bag of Bones hatte die Band 2012 ihren Klang in Richtung des klassischen, britisch geprägten Hard Rock der 1970er Jahre verändert. Das von Kevin Shirley produzierte Album erhielt überwiegend positive Kritiken, allerdings bemängelten manche Autoren, den Klang des Albums. So konstatierte Thomas Zimmer in Rocks, infolge des sogenannten „Loudness War“ sei die Band „Opfer eines zu lauten Masterings geworden, was in Verbindung mit Shirleys ohnehin nicht optimalem Mix für ein dumpfes, undifferenziertes Klangbild“ sorge. Das nehme „beispielsweise den stilvollen Orgelsounds von Mic Michaeli in Stücken wie Demon Head oder My Woman My Friend einiges von ihrer Wirkung.“
Für die Aufnahmen zu War of Kings setzte sich die Gruppe das Ziel, auch Elemente einzusetzen, die an frühere Europe-Platten erinnern könnten, um dramatischere Wirkung zu erzielen. Dennoch sind die Einflüsse von Bands wie Deep Purple, Rainbow, UFO oder Led Zeppelin klar erkennbar, insgesamt bietet das Album mehr Härte und Wucht. Besonders Keyboarder Mic Michaeli wurde mehr Raum für seine Instrumente eingeräumt; statt beinahe ausschließlich auf die Hammondorgel zu setzen, wie dies bei Bag of Bones der Fall war, variierte er das Klangspektrum vor allem durch den Einsatz eines Mellotrons, aber auch von Synthesizern.
Die Verpflichtung David Cobbs ergab sich, weil die Band das Album Pressure and Time von Rival Sons mochte. Das Europe-Management bot daraufhin an, Kontakt mit Cobb aufzunehmen, der interessiert war und nach Stockholm flog. Während die Songs für Bag of Bones quasi während der Aufnahmen des Albums im Studio geschrieben wurden, hatte die Band sich für War of Kings akribisch vorbereitet und besaß eine genaue Vorstellung davon, wie das Album am Ende klingen sollte. Es wurde vollständig live eingespielt, um so wenig Overdubs wie möglich vornehmen zu müssen.
War of Kings wurde am 2. März 2015 veröffentlicht, der Titelsong als Single ausgekoppelt. Das Album erreichte in den deutschen Musikcharts Platz 23, in Großbritannien Platz 50.

## Titelliste
| Nr.          | Titel                       | Autor(en)                                              | Länge |
| ------------ | --------------------------- | ------------------------------------------------------ | ----- |
| 1.           | War of Kings                | Dave Cobb / John Leven / Joey Tempest                  | 4:36  |
| 2.           | Hole in My Pocket           | Leven / Tempest                                        | 3:42  |
| 3.           | The Second Day              | Mic Michaeli / Tempest                                 | 5:23  |
| 4.           | Praise You                  | Cobb / Michaeli / Tempest                              | 4:34  |
| 5.           | Nothin’ to Ya               | Ian Haugland / Leven / Michaeli / John Norum / Tempest | 3:54  |
| 6.           | California 405              | Michaeli / Tempest                                     | 4:31  |
| 7.           | Days of Rock ’N’ Roll       | Tempest                                                | 3:05  |
| 8.           | Children of the Mind        | Cobb / Michaeli / Tempest                              | 4:30  |
| 9.           | Rainbow Bridge              | Michaeli / Tempest                                     | 3:16  |
| 10.          | Angels (With Broken Hearts) | Cobb / Haugland / Leven / Michaeli / Norum / Tempest   | 5:19  |
| 11.          | Light It Up                 | Leven / Norum / Tempest                                | 6:10  |
| Gesamtlänge: | Gesamtlänge:                | Gesamtlänge:                                           | 58:13 |

## Rezeption
Für Rocks resümierte Thomas Zimmer unter der Überschrift „Die Retter des Classic-Rock,“ die Verpflichtung des Rival-Sons-Produzenten könne ein Hinweis auf Europes unbeugsamen Willen sein, „traditionellen Hardrock in die Moderne zu transportieren.“ Dies gelinge ihnen „einen Tick überzeugender und subtiler“ als auf allen anderen Werken seit ihrer Wiederauferstehung. War of Kings sein ein „Tempel des Klangs, geschaffen für Stadien, voll mit griffigen Songs.“ Es sei „hymnisch und traditionsverwurzelt, aber auch vorsichtig mit modernen Klängen angereichert.“ Es gebe zwar auch „ein paar mittelprächtige Songs,“ die aber „ob ihrer glanzvollen Ausführung nur wenig an der Größe dieses besten Europe-Albums des 21. Jahrhunderts“ kratzen könnten. Der Titelsong verspreche, was das Album als Ganzes halte, und die „Vollfettballade“ Angels With Broken Hearts sei „meilenweit entfernt von einstigen Süßstoff-Überdosen der Sorte Carrie.“  So „umwerfend gut und zeitlos habe klassischer Hardrock in den letzten drei Dekaden“ selten geklungen. Der Autor vergab fünf von sechs möglichen Punkten.
Das Magazin nahm War of Kings in die Liste seiner Alben des Jahres 2015 auf.
Holger Stratmann schrieb für Rock Hard, die Schweden knüpften an die Einflüsse ihrer Anfangstage an, was auf dem Vorgänger &#132;Bag Of Bones&#147; „sehr souverän“ geklungen habe. Auf &#132;War Of Kings&#147; würden „sie noch einen Schritt weiter“ gehen und hätten sich von Dave Cobb einen „noch analogeren, authentischeren Siebziger-Jahre-Sound zaubern“ lassen, der „tatsächlich ein großer Pluspunkt des Albums“ sei. Wenn die  Band „ihre musikalische Klasse in kleinen Jam-Sessions oder musikalischen Fade-outs“ ausspiele, komme „reichlich Atmosphäre“ für diejenigen auf, die „noch eine Band spielen hören“ wollten und „auf Computertricks liebend gerne“ verzichteten. Die erste Hälfte der Platte liefere „hochklassigen Hardrock für Purple/Whitesnake-Freunde,“ allerdings „der schwungvolle Led-Zeppelin-artige Stampfer“ Nothin’ To Ya bereits „das letzte echte Highlight.“ Danach werde die Platte merklich „öder, ideenloser und durchschnittlicher,“ ohne dass Europe den Faden völlig verlören, dies sei aber eine „Frage des Anspruchs.“